# Fontaine Napoléon

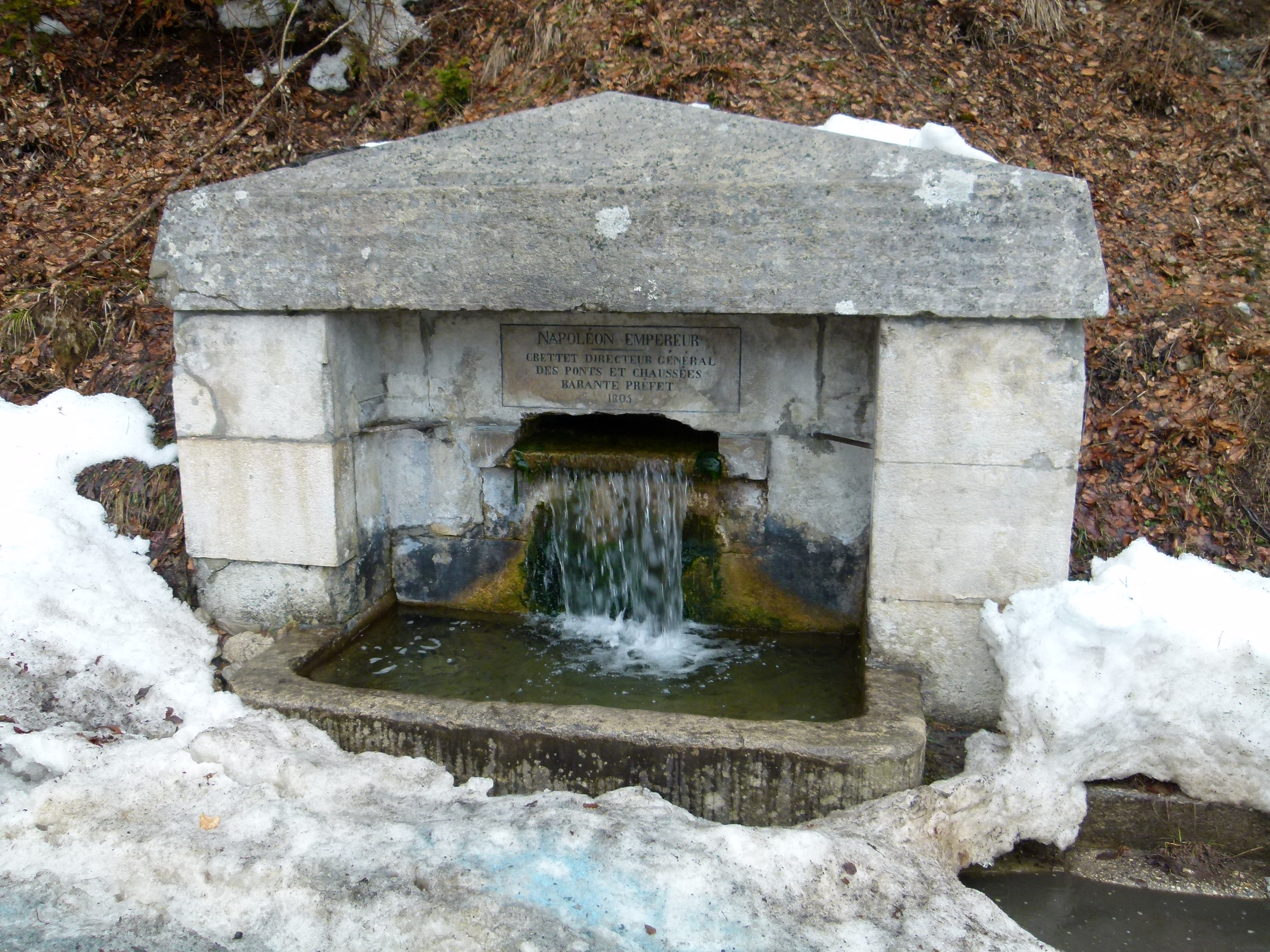
Fontaine Napoléon

Die Fontaine Napoléon ist eine gefasste Quelle im französischen Département Ain. Sie befindet sich am Aufstieg des Col de la Faucille auf einer Höhe von 1040 m in einer Kurve auf dem Weg von Gex ins Jura-Gebirge. Ihren Namen verdankt die Quelle dem Umstand, dass die Straße im Jahr 1805 erbaut wurde, als Napoleon seine Herrschaft begann.
Dem Bau dieser militärstrategischen Straße, die von Les Rousses über den Col de la Faucille ins Pays de Gex führt, ging die Besetzung des Dappentals an der französisch-schweizerischen Grenze durch Napoleon 1805 voraus.